# Tornata
Tornata är en ort och kommun i provinsen Cremona i regionen Lombardiet i Italien. Kommunen hade 458 invånare (2018).